# بيونيدين

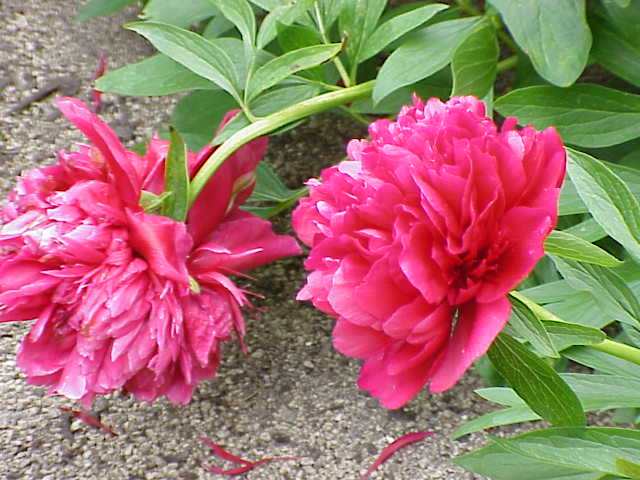
نبات الحديقة المعروف باسم الفاوانيا.

فاوانيدين هو أَنْثُوسَيانيدين مثيل أحادي الأكسجين، كما يُعد صبغة نباتية أساسية. وتعطي مادة الفاوانيدين لونًا أحمر قرمزيًا للزهور مثل الورود ونبات الفاوانيا والذي تستمد المادة منه اسمها. كما توجد هذه المادة في بعض الزهور الزرقاء مثل مجد الصباح.
وعلى غرار معظم الأَنْثُوسَيانيدينات، تعد هذه المادة حساسة للأس الهيدروجيني، وتتغير من اللون الأحمر إلى اللون الأزرق عند ارتفاع درجة الأس الهيدروجيني. ويحدث هذا لأن الأَنْثُوسَيانيدينات عبارة عن كروموفورات عالية الاقتران. وعند تغيير الأس الهيدروجيني، فإنه يتم تبديل الاقتران (للروابط المزدوجة)، والذي يغير بدوره الطول الموجي لطاقة الضوء التي يمتصها الجزيء. (تكون الأَنْثُوسَيانيدينات الطبيعية في أكثر حالتها استقرارًا في البيئات ذات الأس الهيدروجيني المنخفض؛ فعندما تصل درجته إلى 8 تصبح معظمها عديمة اللون.) وعندما يصل الأس الهيدروجيني إلى 2.0، يصبح لون الفاوانيدين أحمر قرمزيًا، وعند درجة 3.0 يصبح لونها ورديًا مائل إلى الأصفر بشدة، وعند درجة 5.0 يصبح لونها لون العنب الأحمر الأرجواني، وعند درجة 8.0 يصبح لونها أزرق داكنًا، وعلى عكس العديد من الأَنْثُوسَيانيدينات الأخرى، تكون مادة الفاوانيدين أكثر استقرارًا عند درجات الأس الهيدروجيني العالية، وقد تم فصلها كمُلَوِّنٍ أزرقٍ عن نبات مجد الصباح ذي اللون «الأزرق السماوي» والمعروف بالاسم العلمي (الإيبوميا تريكولور).
نتيجةً للاستقرار الاستثنائي للونها، تم تسجيل براءة اختراع لتركيبة من الفاوانيدين معزولة الأسيل لاستخدامها كمكسب لونٍ في الأطعمة.
لقد أظهرت مادة الفاوانيدين مثل العديد من الأَنْثُوسَيانيدينات، تأثيرات مثبطة قوية وتأثيرات مميتة على الخلايا السرطانية في المختبر، ولاسيما في خلايا سرطان الثدي المنتشرة بين البشر. 
ومع ذلك، أُثيرت العديد من التساؤلات حول اختراق الأَنْثُوسَيانيدينات وبقائها في الخلايا البشرية في الجسم الحي، ويرجع ذلك إلى سرعة إزالتها من جسم الإنسان.
وحتى، الآن يُعد التوت البري المصدر الغذائي الأكبر للفاوانيدين، حيث يحتوي على 42 مجم لكل 100 جرام من الثمرة، كما يحتوي العنب البري والبرقوق والعنب والكرز على كمياتٍ كبيرة من الفاوانيدين تتراوح من 5 إلى 12 مجم لكل 100 جرام من الثمرة. وقد تبين أن الثمار الطازجة فقط هي التي تحتوي علي كميةٍ كبيرة من الفاوانيدين؛ حيث إن العنب البري المجمد لا يحتوي على أي منها تقريبًا. وقد وجد الفاوانيدين بتركيزاتٍ تصل إلى 40 مجم لكل 100 جرامٍ في أصنافٍ معينة (مطبوخة) من البطاطس الحلوة أرجوانية اللون، وتختلف كمية الفاوانيدين اختلافًا كبيرًا في الأصناف المختلفة. كما تم فصلها عن الأرز الأسود الخام والموز الأسود.
تتوافق المستويات العليا من الفاوانيدين في الثمار الطازجة مع القاعدة العامة التي تنص على أنَّ الفاكهة الطبيعية تعد أكثر صحةً. وعلى وجه التحديد، وجد أنَّ كمية المركبات الفينولية في التوت البري ترتبط ارتباطًا عكسيًا مع حجم الثمرة وناتج المحاصيل.

## قائمة بمشتقات الفاوانيدين
- الفاوانيدين ثلاثي الأكسجين (3-O)، يوجد في البصل الأحمر